# Ашкеназі Давид Володимирович
Давид Володимирович (Вульфович) Ашкеназі (рос.Дави́д Владимирович Ашкена́зи; 25 грудня 1915, Нижній Новгород — 19 лютого 1997, Москва) — радянський естрадний піаніст, концертмейстер і композитор. Народний артист Російської Федерації (1996), Заслужений артист РРФСР (1990).

## Біографія
Давид Вульфович Ашкеназі народився 25 грудня 1915 року в Нижньому Новгороді в сім'ї бухгалтера Вульфа Ашкеназі. Грі на фортеп'яно навчався самостійно та у дванадцятирічному віці почав виступати в кінотеатрах в супроводі сеансів німого кіно. У 1936 році закінчив музичне училище та переїхав до Москви, де вступив до Московської консерваторії в клас професора Шацкеса. В цей час познайомився з Вадимом Козіним, концертмейстером якого Ашкеназі був протягом багатьох років.
У повоєнні роки був концертмейстером Рашида Бейбутова, Ізабелли Юр'євої, Алли Баянової, Клавдії Шульженко, Людмили Зикіної, Марка Бернеса, Валентини Толкунової, працював в театрі естради.
Написав романс на вірші Якова Полонського «Коли в передчутті розлуки», який входить до репертуару багатьох виконавців.
Помер 19 лютого 1997 року. Похований на Востряковському єврейському кладовищі в Москві .

## Сім'я
- Син — піаніст Володимир Ашкеназі.
- Донька — піаністка Олена Ашкеназі (її чоловік — гросмейстер Ар'є (Леонід) Свєрдлов).
  - Онук — піаніст Володимир Леонідович Свєрдлов (Ашкеназі, нар. 1976).

## Фільмографія
Ролі в кіно
- 1946 Яблучко — піаніст
- 1964 Гранатовий браслет — піаніст (епізод зі скрипалем Наумом Латинським)

Музика до фільму
- 1978 Баламут